# Emmanuel Yarborough
Emmanuel "Manny" Yarborough (Rahway-NJ, 5 de setembro de 1964 – Richmond-VI, 21 de dezembro de 2015) foi um lutador de sumô e de mma estadunidense.

## Biografia
Antes de iniciar sua carreira no mundo das lutas, Yarborough jogou futebol americano, na posição de offensive tackle, vestindo a camisa da Morgan State University. Depois, ele começou a praticar wrestling, judô, e, finalmente, sumô.
Em 1996 e 1997, ele participou de lutas livres profissionais na franquia austro-germânica Catch Wrestling Association.

### Carreira no Vale-Tudo/MMA

#### UFC 3 - Yarborough xKeith Hackney
A primeira luta de Yarborough no MMA aconteceu ainda nas regras do vale-tudo, em setembro de 1994, na terceira edição do UFC. Nesta época, o UFC ainda era disputado na forma de torneio em uma única noite, sem regras, sem luvas e sem divisões de peso. Seu oponente foi o pequeno Keith Hackney (representante do Kempo Karate), 180kg mais leve que Yarborough. Essa luta foi pancadaria pura.
Logo no inicio da luta, Yarborough empurrou Hackney para fora do octógono. Mas o mesmo voltou, e, após se desvencilhar de uma tentativa de Yarborough em pegar sua perna, Hackney bateu tanto na cabeça de Yarborough que acabou ficando de fora da continuação do torneio por ter quebrado a mão.
Esta é a luta com maior diferença de peso entre os lutadores na história do UFC: 188kg

#### Shooto- Yarborough xTatsuo Nakano
A segunda luta de Yarborough no MMA aconteceu em 26 de abril de 1998, contra o japonês Tatsuo Nakano, representante do estilo Shoot wrestling.
Logo no inicio da luta, Yarborough deitou-se em cima de seu oponente, e, com apenas 1:17 minutos do primeiro round, ele venceu seu oponente com uma submissão por sufocamento, ou asfixia, sendo, até os dias atuais, a única submissão por sufocamento que se tem notícia no MMA.
A forma como ele venceu o japonês foi considerada a finalização mais bizarra da historia do MMA, numa enquete realizada pelo site mixedmartialarts.com/

#### Pride 3-Yarborough xDaiju Takase
Em 24 de Junho de 1998, Yarborough e seus 272 kg, enfrentou o japonês Daiju Takase, de apenas 76 kg. O encontro entre os dois, no Pride 3, é, até hoje, o mais desigual da história do MMA. A diferença de peso foi de "apenas" 196 kg. O desfecho, porém, não obedeceu à lógica do tamanho dos dois lutadores.
Takase, com a tática de cansar o adversário, ficou correndo em círculos em volta da arena, enquanto Yarborough só observava. De repente, Yarborough deitou-se em cima da perna de Takase, que tentava se desvencilhar. Quando conseguiu, ele deu vários socos na cabeça do Yarborough, vencendo, assim, a luta.

### Morte
Yarborough morreu no dia 21 de Dezembro de 2015, aos 51 anos, de um ataque cardíaco. em 2007, ele já havia sido internado com o mesmo problema.

## Conquistas

### Futebol Americano
- 1982 e 1983 - Competiu pela Morgan State University no "NCAA Division I-AA All-American" como offensive tackle

### Collegiate Wrestling
- 1983, 1985 e 1986 - Competiu pela Morgan State University no "NCAA All American"

### Judô
- 1989 - Medalha de Bronze no U.S. Nationals Championship[11]

### Sumô
- 1992 - 2o Lugar na 1a edição do "Sumo World Championships - Open Division"
- 1993 - 3o Lugar na 2a edição do "Sumo World Championships - Open Division"
- 1994 - 2o Lugar na 3a edição do "Sumo World Championships - Open Division"
- 1995 - Campeão do Campeonato Mundial Amador de Sumô
- 1996 - 2o Lugar na 5a edição do "Sumo World Championships - Open Division"

### Recordes e Honrarias

#### Sumô
- Primeiro (e por enquanto Único) atleta dos EUA a vencer o Campeonato Amador de Sumo[12]

#### MMA/Vale-Tudo
- Participou da luta com maior diferença de peso entre os lutadores na história do MMA/Vale-Tudo: 196kg (Daiju Takase [76 kg] x Emmanuel Yarborough [272 kg] - Pride 3)[8]

##### UFC
- Atleta mais pesado da história do UFC (317 kg)[13]
- Participou da luta com maior diferença de peso entre os lutadores na história do UFC: 188kg (Keith Hackney vs Emmanuel Yarborough - UFC 3)[14]

#### Outros
- Considerado pelo Guinness Book como o "Atleta mais pesado em atividade" (370kg).[15]

## Cartel no MMA
| Cartel no MMA                                 |                                                  |                                                  |
| Erro de expressão: Operador < inesperado luta | Erro de expressão: Operador ( inesperado vitória | Erro de expressão: Operador ( inesperado derrota |
| Por nocaute                                   | 0                                                | 1 (50%)                                          |
| Por finalização                               | 1 (100%)                                         | 1 (50%)                                          |
| Por decisão                                   | 0                                                | 0                                                |

| Res.    | Cartel | Oponente      | Método                  | Evento                       | Data                   | Round | Tempo | Local                     | Notas                                                                            |
| ------- | ------ | ------------- | ----------------------- | ---------------------------- | ---------------------- | ----- | ----- | ------------------------- | -------------------------------------------------------------------------------- |
| Derrota | 1–2    | Daiju Takase  | Submissão (socos)       | Pride 3                      | 24 de Junho de 1998    | 2     | 3:22  | Tokyo                     | Luta com maior diferença de peso entre os lutadores na história do MMA/Vale-Tudo |
| Vitória | 1–1    | Tatsuo Nakano | Submissão (sufocamento) | Shooto - Shoot the Shooto XX | 26 de Abril de 1998    | 1     | 1:17  | Yokohama                  |                                                                                  |
| Derrota | 0–1    | Keith Hackney | TKO (socos)             | UFC 3: The American Dream    | 09 de Setembro de 1994 | 1     | 1:59  | Charlotte, North Carolina | Luta com maior diferença de peso entre os lutadores na história do UFC           |

## Aparições na Mídia
| Ano         | Título                               | Tipo Mídia                 | Papel/Atuou como                    | Ref.   |
| ----------- | ------------------------------------ | -------------------------- | ----------------------------------- | ------ |
| 1996        | Hart to Hart: Harts in High Season   | Filme Televisivo           | Tonga                               | [ 16 ] |
| 1996        | Shuranosuke Zanma-Ken: Yôma Densetsu | Filme                      | Dublador do gigante                 | [ 16 ] |
| 1997        | Mr. and Mrs. Khiladi                 | Filme (Bollywood)          | Ele Próprio - Lutador de sumô       | [ 16 ] |
| 1998        | Mystic Origins of the Martial Arts   | Documentário               | Ele próprio                         | [ 16 ] |
| 1998        | Paranóia                             | Filme                      | Feiticeiro do Bastão                | [ 16 ] |
| 2000        | The Tonight Show with Jay Leno       | Programa de TV (Talk Show) | Ele Próprio                         | [ 16 ] |
| 2000        | Sumo Bruno                           | Filme                      | Ele Próprio                         | [ 16 ] |
| 2001 e 2002 | Oz                                   | Série de televisão         | Clarence Seroy (prisioneiro 01S213) |        |
| 2003        | Sumo East and West                   | Documentário               |                                     |        |
| 2004        | Late Night with Conan O'Brien        | Programa de TV (Talk Show) | Ele Próprio                         | [ 16 ] |
| 2005        | Live with Regis and Kathie Lee       | Programa de TV (Talk Show) | Ele Próprio                         | [ 16 ] |
| 2008        | Extreme Bodies                       | Documentário para TV       | Ele Próprio                         | [ 16 ] |
| 2010        | Comercial de TV da Motorola          | Comercial                  | Ele Próprio - Lutador de sumô       |        |
| 2011        | Dirty Movie                          | Filme                      | Zelador                             | [ 16 ] |
| 2012        | The We and the I                     | Filme                      | Paciente na ambulância              | [ 16 ] |